# ビーチボーイズ ORIGINAL SOUNDTRACK II
『ビーチボーイズ ORIGINAL SOUNDTRACK II』（ビーチボーイズ オリジナル サウンドトラック ツー）は、1997年9月10日に発売された同名テレビドラマのサウンドトラックCD第2弾。音楽担当は武部聡志。発売元はマーキュリー・ミュージックエンタテインメント。規格品番：PHCL-5078。

## 解説
一般的に "月9" 呼ばれるフジテレビ系月曜9時枠で放送されたテレビドラマ『ビーチボーイズ』の劇中で使用された音楽を収録した劇伴音楽CDの2作目。第1弾（PHCL-5073）は、同年8月13日に発売された。
CDレーベルは、濃い青色を背景に「Beach Boys」というドラマのロゴが描かれている。
ドラマ主題歌は反町隆史 with Richie Samboraが歌った、「Forever」（1997/7/30発売：PHDL-1100）。このオリジナル・ヴォーカルバージョンは収録されていないが、本アルバムにはサビのみのコーラス・ヴァージョンが収録されている（ボーカルは別）。
第1弾、第2弾ともに「Walking in the sunshine」が収録されているが、表記が異なる。「Walking in the sunshine」が本アルバムで、「walking in the Sunshine」が1枚目。

## 収録曲
1. Hip Talking（1:56） 
  - 作曲：鳥山雄司、武部聡志 / 編曲：武部聡志
2. Forever（A.Guitar Version）（2:10） 
  - 作曲：都志見隆 / 編曲：武部聡志
3. Walking in the sunshine（3:16） 
  - 作詞：Bill DeMain / 作曲：YUKO☆Y / 編曲：武部聡志 / Vocals：YUKO☆Y[3]
  - サウンドトラック第1弾CDには、別テイク・ヴァージョンが収録されている。
4. Sing a love song for me （Ocean Version）（3:12） 
  - 作曲・編曲：武部聡志
5. 水平線（4:03） 
  - 作曲：マイク眞木 / 編曲：武部聡志
  - 劇中、マイク眞木によって演奏される[4]。
6. Endless Summer（4:16） 
  - 作曲：都志見隆 / 編曲：武部聡志
7. Forever（Chorus Version）（0:47） 
  - 作詞：反町隆史 / 作曲：都志見隆 / 編曲：武部聡志
8. 予感（3:53） 
  - 作曲・編曲：武部聡志
9. Good Luck & Good-bye II（3:15） 
  - 作曲・編曲：武部聡志
10. Bud Guys In Town（1:47） 
  - 作曲：鳥山雄司、武部聡志 / 編曲：武部聡志
11. Hard Times Come Easy（2:11） 
  - 作曲：Richie Sambora / 編曲：武部聡志
  - BON JOVIメンバー（ギタリスト）、リッチー・サンボラのソロ楽曲[5]。
12. Against The Wind（5:33） 
  - 作曲：都志見隆 / 編曲：武部聡志

## 参加ミュージシャン
- Drums：SOUL TARO - M-11
- E.Guitar：鳥山雄司 - M-1・10
- A.Guitar：武部聡志 - M-1・10
- Guitar：鳥山雄司 - M-2・3・4・11
- Guitar：マイク真木 - M-5
- Guitar：松下誠 - M-12
- Bass：武部聡志 - M-3
- Bass：吉田健 - M-11
- Piano：うえすぎひろし - M-6
- S.Sax：竹上良成 - M-6
- Chorus：比山貴咏史 - M-7
- Chorus：木戸やすひろ - M-7